# Ерагон
„Ерагон“ е първата книга от четирилогията „Наследството“, написана от Кристофър Паолини. Тя е оригинално публикувана от семейното издателство на родителите на Паолини, преди той да срещне Алфред Кнопф.

## Сюжет
В книгите „Ерагон“ и втората част „Първородният“ се разказва за петнадесетгодишен ловец, на име Ерагон, който открива драконово яйце. От него се излюпва драконът Сапфира, който мисловно се свързва с Ерагон. С помощта на разказвача на истории Бром, момчето трябва да премине много опасности и премеждия. След като опасните създания Ра'зак разрушават фермата на момчето, и убиват чичо му, Ерагон решава да поеме по пътя на древните Драконови Ездачи. Впоследствие Бром се оказва драконов ездач, чиито дракон е бил убит. Ерагон получава видения за Аря, елфа, затворена в тъмница и я спасява, но Бром умира. Към момчето, дракона и полумъртвата Аря се присъединява Муртаг, който им става добър приятел. В това време злия герой – Галбаторикс иска да хване Ерагон и Сапфира. Галбаторикс притежава огромни армии, още две драконови яйца и вече никъде не е безопасно… но джуджетата и елфите са на страната на доброто. Накрая Ерагон и Сапфира отиват във Фардън Дур, царството на джуджетата, и там лекуват Аря. Там се крие бунтовническа организация срещу краля-Варден. После се бият с ургалите и кул, безпощадни създания… По време на битката Ерагон успява да извърши голям подвиг, извършван само два пъти в историята-той убива Сянката Дурза. Преди обаче злобното същество да умре, ранява Ерагон в гърба и го проклина. Раната пречи на момчето много. По-късно Галбаторикс отвлича Муртаг, двама магьосници от Варден и убива лидера на Варден. Управлението се поема от дъщеря му Насуада. Тя води поданиците си в Сурда – държава, която не е под управлението на Галбаторикс. През това време Ерагон отива при елфите, където завършва обучанието си и се спасява от проклятието на Дурза. През това време братовчедът на Ерагон-Роран спасява родната им село Карвахол от злите чудовища Ра`зак, като отвежда селяните в страната Сурда. Скоро след това се провежда и голяма битка. На страната на Галбаторикс са преминали Муртаг и магьосниците от фардън Дур. Муртаг е станал ездач и участва с дракона си Торн. От своя страна на страната на Насуада и Сурда идват ургалите Кул и братът на Ерагон – Роран, който води със себе си цял град, чиито домове са били разрушени от Ра`зак. При битката на Муртаг е Ерагон, момчето разкрива зловеща тайна от своето минало, която ще донесе големи последици за бъдещето му-че той е син на един от най-злите хора в историята-драконовия убиец и клетвопрестъпник Морзан. След битката, Ерагон и Роран се приготвят да отидат в планината на Ра`зак за да спасят годеницата на Роран – Катрина.

## Екранизации
През 2006 г. e заснет едноименния филм по книгата.

## Следващи книги
Третата книга е разделена на две части. Кристофър я започва през 2008. Първата е „Бризингър“, което преведено от древния език значи „огън“. Втората е „Наследството“. И двете книги са излезли в България.